# Petr Žaluda
Petr Žaluda (* 5. února 1966 Brno) je český manažer, od února 2008 do července 2013 generální ředitel a předseda představenstva Českých drah. Je předsedou dozorčí rady české akciové společnosti Olife Corporation.

## Vzdělání
V letech 1984–1989 studoval na Vysokém učení technickém v Brně. Později absolvoval studijní programy na univerzitě v nizozemském Utrechtu a na britské Sheffield Business School.

## Kariéra
Kariéru začal v roce 1989 jako asistent v brněnské továrně Zetor. Poté pracoval v nizozemské poradenské společnosti Stork Demtec. V letech 1993 až 1996 pracoval ve společnosti Ernst & Young. Od roku 1996 byl generálním ředitelem a předsedou představenstva penzijního fondu pojišťovny Winterthur a od roku 2002 vedl celou skupinu této společnosti v Česku a na Slovensku. Od února 2008 byl předsedou představenstva a generálním ředitelem Českých drah. Po nástupu Zdeňka Žáka na post ministra dopravy byl Žaluda dne 30. července 2013 odvolán dozorčí radou z funkce předsedy představenstva. Bylo to několik dní po personálních změnách v dozorčí radě. Bylo mu vyplaceno odstupné ve výši 12 milionů Kč.